# Sept jours jusqu'au Rhin
Guerre froide

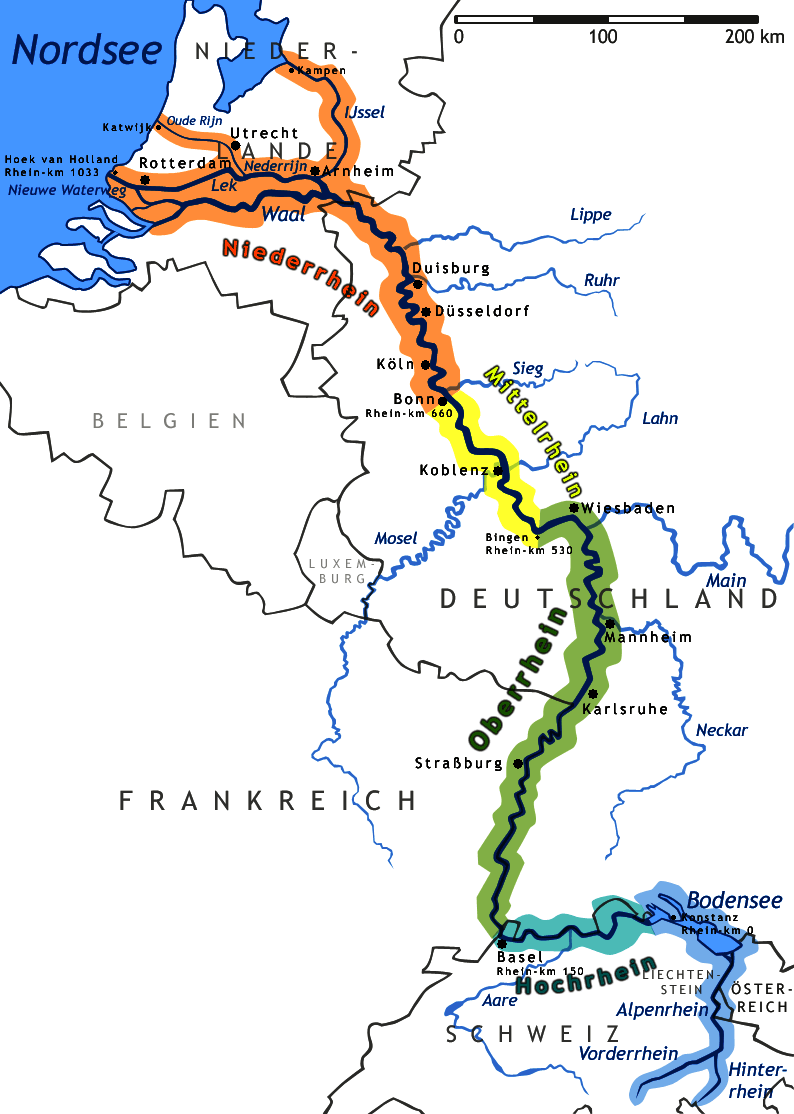
Le Rhin est l'un des plus grands fleuves d'Europe.

Sept jours jusqu'au Rhin (russe : «Семь дней до реки Рейн», Sem' dney do reki Reyn) était une simulation militaire top-secrète développée en 1979 par le pacte de Varsovie. Il représente la vision du bloc soviétique d'une guerre nucléaire de sept jours entre l'OTAN et le pacte de Varsovie,,.

## Déclassification
Ce scénario possible d'une Troisième Guerre mondiale a été publié par le gouvernement conservateur polonais après les élections de 2005, dans le but de « faire une croix sur le passé communiste du pays », et d'« éduquer le public polonais sur l'ancien régime »,,.
Radosław Sikorski, le ministre de la Défense nationale polonais à l'époque où les documents ont été révélés a déclaré que les documents associés à l'ancien régime seraient déclassifiés et publiés par l'Institut de la mémoire nationale au cours de l'année à venir,.
Les fichiers en cours de publication comprendraient des documents relatifs à l'opération Danube, l'invasion soviétique de la Tchécoslovaquie en 1968,. Ils incluent aussi des documents sur un massacre de travailleurs polonais par l'armée à Szczecin dans les années 1970 (émeutes de la Baltique de 1970), et sur l'époque de la loi martiale dans les années 1980,,.
Les Tchèques et les Hongrois déclassifièrent des documents connexes dans les années 1990, ajoutant à cela des révélations sur la guerre froide.

## Contexte de l'exercice
Le scénario de la guerre est le lancement d'une attaque nucléaire de première frappe par l'OTAN sur les villes polonaises du bassin de la Vistule, ainsi que sur des villes tchèques, dans le but d'empêcher les renforts soviétiques de se rendre en Allemagne de l'Est et de stopper une invasion du pays par l'OTAN,,. Le plan considère que deux millions de civils polonais sont morts dans l'attaque et que la force opérationnelle polonaise est complètement détruite,,.
Une contre-attaque nucléaire est prévue par les Soviétiques contre l'Allemagne de l'Ouest, la Belgique, les Pays-Bas, le Danemark et l'Italie nord-orientale,.
Que l'OTAN initie le conflit était une option politique admise. Le scénario du déclenchement des hostilités par le camp adverse est un préambule vu dans de nombreuses simulations militaires de l'OTAN et de l'URSS.

## Réplique nucléaire
Les cartes associées au plan publié montrent des frappes nucléaires dans de nombreux pays de l'OTAN, mais excluent la France et le Royaume-Uni. Il y a de nombreuses possibilités pour cette absence de frappe, la plus probable est qu'étant donné que la France et le Royaume-Uni sont des puissances nucléaires, elles pourraient répliquer,,,.
Les forces françaises emploient une stratégie nucléaire connue sous le nom de « dissuasion du faible au fort », qui prévoit en cas d'attaque nucléaire sur la France de frapper les villes russes en représailles,.
Le journal The Guardian spécule toutefois que « la France aurait pu éviter l'attaque, possiblement car elle n'était pas membre du commandement intégré de l'OTAN. Le Royaume-Uni qui a toujours été au cœur de l'OTAN, aurait également été épargné, suggérant que Moscou voulait s'arrêter sur le Rhin pour éviter d'étirer ses forces. »,.
Il y a de nombreuses cibles de grande valeur au Royaume-Uni (RAF Fylingdales, RAF Mildenhall et RAF Lakenheath) qui peuvent être frappées de manière conventionnelle dans ce plan, bien qu'une frappe nucléaire soit plus efficace (et une option préférable pour les dirigeants soviétiques, comme en témoignent les frappes prévues par le plan en Europe de l'Ouest). Le plan indique aussi que les chasseurs-bombardiers de l'USAF, principalement le F-111 avec sa longue portée, pourraient être utilisées pour des frappes nucléaires et qu'ils pourraient partir de ces bases britanniques,.
Les Soviétiques prévoyaient d'utiliser environ 7,5 mégatonnes d'armes nucléaires durant tout le conflit.

### Cibles connues
Vienne devait être touchée par deux bombes de 500 kilotonnes, tandis que Vicence, Vérone, Padoue et de nombreuses bases en Italie devaient être touchées par une bombe de 500 kilotonnes chacune. La Hongrie devait capturer Vienne et une partie du nord de l'Italie après les frappes.
Stuttgart, Munich et Nuremberg en Allemagne de l'Ouest devaient être détruites par des frappes nucléaires et capturées par les Tchécoslovaques et les Hongrois.
Au Danemark, les premières cibles incluaient Roskilde et Esbjerg. Roskilde, qui n'avait aucune importance militaire mais est la deuxième ville de Seeland et se trouve à proximité de la capitale danoise (le centre de Copenhague n'est qu'à 35 km), devait être ciblée pour son importance culturelle et historique afin de casser le moral de la population danoise et de l'armée ; tandis qu'Esbjerg, la cinquième plus grande ville du pays, devait être ciblé pour son important port permettant de déployer d'importants renforts de l'OTAN. S'il y avait une résistance danoise après les deux frappes initiales, d'autres cibles seraient bombardées.

## Plans additionnels
Dans un autre plan de l'armée tchécoslovaque de 1964, celle-ci prévoyait d'atteindre Lyon le neuvième jour, et que des renforts soviétiques continuent l'offensive jusqu'aux Pyrénées. Les Tchécoslovaques pensaient que c'était trop optimiste à l'époque et, aujourd'hui, les planificateurs de l'Ouest pensent que ce but aurait été très difficile à atteindre — si ce n'est impossible. Il y avait également un plan pour une opération dans l'Atlantique Nord contre des navires de l'OTAN.